# Jack Bear
Jack Bear (* 19. Oktober 1920 in Indianapolis, Indiana; † 20. November 2007 in Ferndale, Kalifornien) war ein US-amerikanischer Kostümbildner bei Film und Fernsehen.

## Leben und Wirken
Jack Bear besaß deutsch-dänische Wurzeln. Geboren in Indianapolis, übersiedelte die Familie Bear 1927 nach Cleveland, wo Jack erst die High School besuchte und anschließend an der Ohio State University ein Kunststudium begann, das er mit dem Bachelor of Arts abschloss. Anschließend ging Bear nach Kalifornien und ließ sich am renommierten Chouinard Art Institute in Modedesign fortbilden. Bears berufliche Laufbahn startete als Besitzer eines Modegeschäfts am La Cienega Boulevard in Los Angeles. Doch schon wenig später schloss er sein Geschäft wieder, weil er vom Fernsehsender NBC ein lohnendes Angebot erhielt, in deren Kostümbildner-Abteilung mitzuwirken. Über ein Jahrzehnt lang beteiligte sich Bear mit seinen Kostümgestaltungsideen an Sendungen wie dem Hallmark Hall of Fame und dem Matinee Theater und stattete in dieser Zeit Stars wie die Opernsängerin Dorothy Kirsten sowie die Leinwanddiven-Schwestern Zsa Zsa Gabor und Eva Gabor aus.
Nach seiner Arbeit für NBC folgte Bear einem Ruf von Paramount Pictures, wo er zunächst unter der Patronage des Kollegen Walt Hoffman arbeitete. Bei der Arbeit an der turbulenten Kinokomödie Das große Rennen rund um die Welt lernte Jack Bear 1964 deren Regisseur Blake Edwards kennen. Beide verstanden sich derart gut, dass Edwards Bear ab 1965 für seine Folgeinszenierungen Was hast du denn im Krieg gemacht, Pappi?, Gunn, Darling Lili, Missouri und Der Mörder im weißen Mantel engagierte, um die Darsteller einzukleiden. Allein Darling Lili verschlang rund 400 Kostümentwürfe für Edwards-Gattin Julie Andrews und ihren Filmpartner Rock Hudson. Dafür erhielt Jack Bear gemeinsam mit seinem Kollegen Donald Brooks 1971 eine Oscar-Nominierung. In jenen Jahren entwarf Bear aber auch die Kostüme zu den beiden turbulenten Erfolgskomödien Ein seltsames Paar mit Jack Lemmon und Walter Matthau und Der Partyschreck mit Peter Sellers in den Hauptrollen.
1972 wurde Bear auch für die Entwürfe der Kleider verpflichtet, die Julie Andrews in ihrer Personality-Serie Die Julie-Andrews-Show tragen sollte. Dies brachte Jack Bear 1973 einen Primetime Emmy Award ein. Anschließend entwarf er nur noch selten die gesamte Kostümpalette eines Films, sondern stellte Garderoben zusammen oder kleidete nur Männer ein. Seine letzte (sehr arbeitsintensive) Tätigkeit beim Fernsehen führte Bear zehn Jahre lang (von 1979 bis 1989) zur weltweit beliebten Serie Dallas. Infolge seiner durch die Film- und Fernsehtätigkeit gewachsenen Reputation zeigte auch das Theater Interesse an seinen Arbeiten. So holte ihn beispielsweise das Pasadena Playhouse für seine Produktion des Shakespeare-Klassikers Romeo und Julia, um die umfangreichen Renaissance-Kostüme zu gestalten.
Bear hat sich beruflich auch auf einem anderen Feld versucht: So kaufte er mehrfach Häuser, gestaltete sie um und verkaufte sie wieder. Von 1967 bis 1968 gehörte er dem Vorstand der amerikanischen Costume Designer’s Guild, der US-Standesorganisation der Kostümbildner, an. Im Augenblick seines Todes besaß Bear noch eine Fülle derjenigen Kostüme, die er einst entworfen hatte. Im Rahmen einer Auktion wurden 2011 einige der Bear-Kostüme aus der Julie-Andrews-Show versteigert.

## Filmografie (Auswahl)
nur als Kostümbildner
- 1965: Was hast du denn im Krieg gemacht, Pappi? (What Did You Do in the War, Daddy?)
- 1966: Wasserloch Nr. 3 (Waterhole # 3)
- 1967: Gunn
- 1967: …jagt Dr. Sheefer (The President’s Analyst)
- 1967: Ein seltsames Paar (The Odd Couple)
- 1968: Der Partyschreck (The Party)
- 1969: Darling Lili
- 1970: Hotelgeflüster (Plaza Suite)
- 1971: Missouri (Wild Rovers)
- 1971: Der Mörder im weißen Mantel (The Carey Treament)
- 1972: Endstation Hölle (Skyjacked)
- 1972–1973: Die Julie-Andrews-Show (The Julie Andrews Show, TV-Serie)
- 1973: Remember When (Fernsehfilm)
- 1974: The Gun and the Pulpit (Fernsehfilm)
- 1975: Ein stahlharter Mann (Hard Times)
- 1979–1989: Dallas (Fernsehserie)